# Laureles Deportivos

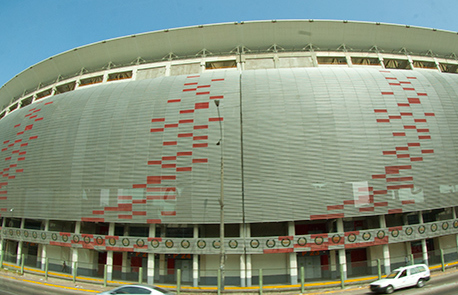
Banner (unterer Ring) mit den Laureles Deportivos

Die Laureles Deportivos del Perú (deutsch: Sportlorbeeren) sind die höchsten sportlichen Auszeichnungen Perus für Sportler, die sich in außergewöhnlicher Weise in der Praxis, Arbeit oder Leitung des Sports hervorgetan haben, vergleichbar mit dem Silbernen Lorbeerblatt.
Diese Auszeichnung wird vom Präsidenten der Republik im Palacio de Gobierno, in Lima, in einer offiziellen Zeremonie verliehen. Nach dem geltenden Gesetz zur Förderung und Unterstützung des Sports (verkündet am 1. März 2004, unter dem Mandat von Alejandro Toledo) wird sie auch allen Personen anerkannt, die mit dem nationalen Sport verbunden sind, einschließlich Führungskräften, Trainer, Sportmanagers etc.

## Auszeichnung
Die Auszeichnung wurde am 13. Oktober 1949 unter der Regierung von Manuel Odría ins Leben gerufen, damals wurde sie vom Nationalen Sportrat vergeben (heute Instituto Peruano del Deporte). Sie besteht aus:
- Einer Anerkennungsmedaille, die aus zwei Lorbeeren besteht, die in elliptischer Form miteinander verflochten sind, darunter das Olympia-Symbol, d. h. die fünf klassischen Kreise. Im unteren Teil, der an die Grenze des Abzeichens stößt, trägt sie die Inschrift „Laureles Deportivos del Perú“.
- Einem Diplom, zur Anerkennung der Leistungen, in der der Athlet sich hervorgetan hat.
- Der Name des Ausgezeichneten wird, von einem Lorbeerkranz umrahmt, an der Fassade des Estadio Nacional in Lima aufgehängt (s. Foto).

## Klassen
Die Auszeichnungen umfassen derzeit die folgenden Klassen:
- Gran Cruz (Großkreuz): Reserviert für Athleten, die einen Weltrekord, den Titel eines Weltmeisters in der Kategorie der höchsten Hierarchie, einen Olympia-Rekord oder eine Goldmedaille bei den Olympischen Spielen erreicht haben. Darüber hinaus an Sportfunktionäre, die nicht unter 25 Jahre alt sind.
- Gran Oficial: Reserviert für Sportler, die den zweiten oder dritten Platz belegt haben. Darüber hinaus für Sportleiter, die als solche nicht unter 20 Jahre alt sind.

## Liste der Preisträger (unvollständig)
Die Liste der Lorbeeren wurde in den letzten Jahren erweitert, sowohl durch Ausnahmen, die gemacht wurden, als auch durch die Vergabe an Sportleiter. Traditionell wurden die Namen der Preisträger im Nationalstadion in Lima registriert, aber nach dem Umbau wurde beschlossen, sie an einem besonderen Ort namens "Paseo de la fama del deporte" zu platzieren. Die Entscheidung, die Position der Inschriften des Nationalstadions zu ändern, war aus ästhetischen Gründen, so Arturo Woodman, damals Präsident der IPD.
Auswahl von Ausgezeichneten:
- Edwin Vasquez, Schütze, erste Goldmedaille bei den Olympischen Spielen in London 1948.
- Teodoro "Lolo" Fernández, für seine hervorragende Karriere als Fußball-Profi und Mitglied der Südamerikameisterschaft 1939 Meister-Nationalmannschaft.
- Ketty Baldwin, Schütze, erreichte den Weltrekord von 50 Metern und 100 Metern im Karabiner.
- Alex Olmedo, Tennisspieler, Gewinner der Australian Open und Wimbledon.
- Felipe Pomar, Surfer, Gewinner der Weltmeisterschaft 1965.
- Teófilo Cubillas, Fußballspieler, Mitglied der Siegerauswahl der Copa América 1975.
- Juan Giha, Schütze, Silbermedaillengewinner bei den Olympischen Sommerspielen 1992.
- Gabriela Pérez del Solar, Volleyballspielerin, Vize-Nationalmannschaftszweite bei den Olympischen Spielen in Seoul 1988.
- Diego Zimmerman, Segler, dreimaliger Weltmeister im Segeln in der Optimistenklasse.
- Mariolina Zaletti, Bochista (Bocha oder auch Boccia), dritter Platz bei der Weltmeisterschaft 2005.
- Akio Tamashiro, Karateka, Vizeweltmeister von Mexiko 2004.
- Daniel Carpio, Schwimmer, überquerte die Straße von Gibraltar dreimal: 1948, 1977 und 1987.
- Irma Cordero, Volleyballspielerin, viermalige südamerikanische Meisterin in der Seniorenklasse.
- Luisa Fuentes, Volleyballspielerin, mehrfache südamerikanische Volleyballmeisterin im Seniorenbereich.
- Alfredo Deza Fuller; Athlet, südamerikanischer 110-Meter-Hürden-Meister 1971.
- Pedro Gálvez; Athlet, erster peruanischer Meister auf südamerikanischer Ebene (400 Meter flach) in den 1920ern und mehrjähriger Präsident des Südamerikanischen Leichtathletik-Verbandes.
- Humberto Suguimitzu, Billardspieler, Vize-Weltmeister und mehrfacher panamerikanischer und südamerikanischer Meister.
- Gustavo Bazalar, Badmintonspieler, Panamerikanischer Juniorenmeister 1979.
- Josefina Salazar; Pimponista, Lateinamerikanischer Meisterin in Mexiko und Südamerikanischer Meister in Brasilien 1976.
- Julio Granda, Schachspieler, Jugendweltmeister in Mexiko.
- Adolfo Suárez Perret; Billardspieler, Dreiband-Weltmeister in den Niederlanden 1961.
- Francisco Boza, Schütze, Zweiter bei den Olympischen Spielen 1984 in Los Angeles.
- Jenny Lidback; Golferin, Einzelweltmeisterin und Doppelzweite in Kolumbien 1985.
- Walter Ledgard, Schwimmer, Mitglied der Delegation zu den Berliner Olympischen Spielen 1936 und für hervorragende Leistungen.
- Augusto Echecopar, Radfahrer, Weltjugendrekord 1989.
- Ivan Blanco; Karateka, Bronze bei der malaysischen Weltmeisterschaft 1994.
- Jimmy Eulert, Schwimmer, zweimaliger Paralympicsieger in Atlanta 1996 und Sydney 2000.
- Sixto Jáuregui, Billardspieler, Einstellung des Weltrekords in der Höchstserie (HS) bei der Dreiband-Weltmeisterschaft für Nationalmannschaften 1985 in Frankreich.
- Gerardo Maruy, Vorsitzender, Präsident der peruanischen Baseballföderation und ehemaliger Präsident der IPD.
- Sofia Mulanovich; Surferin, Weltmeisterin 2004.
- Ricardo Hérnandez, Fallschirmspringer, für ihre hervorragende Arbeit in der größten Freifallformation der Klasse G, Unterklasse G2, in Thailand 2007.
- Fernando Gallegos, Fallschirmspringer, für seine hervorragende Arbeit in der größten G-Klasse Freifallformation, G2 Unterklasse, in Thailand 2007.
- Luis Horna; Tennisspieler, Doppelsieger bei Roland Garros in Paris, Frankreich; Juni 2008.
- Alfredo Deza Ganoza, Athlet, Jugendweltmeister in Annecy, Frankreich; Juli 2008.
- Luis Rivera Espinoza; Boxer, Vize-Weltmeister in der Kategorie Fliegengewicht bei der Box-Weltmeisterschaft "Diamond Belt" 1959 in Mexiko. Verliehen im November 2008.
- Kina Malpartida Boxerin, Weltmeisterin der World Boxing Association (WBA), USA; im Februar 2009.
- Alberto Rossel Boxer, Weltmeister der World Boxing Association; Lima, 14. April 2012.
- Edgar Prado, Jockey, Kentucky Derby Winner 2006, Gewinner des Eclipse Award for Best Rider und 2008 in die National Museum of Racing and Hall of Fame aufgenommen.
- Analí Gómez; Surfer, Meister der Damenweltmeisterschaft in der Kategorie ISA World Surfing, 2014.[5]
- Alonso Collantes, Segeler, Gran Cruz für Gold in der Einzelkategorie Männer des World Sunfish 2016[6]
- Marcela Gallardo, Taekwondo, Gran Oficial für die Silbermedaille bei der Welt Poomsae Lima 2016[6]
- Lucca Mesinas, Surfer, Gran Oficial für die Silbermedaille bei den ISA World Surfing Games Open Varones 2016[6]
- Alexander Zimmermann, Segler, Gran Cruz für die Goldmedaille bei der Weltmeisterschaft Sunfish 2012[7]
- Eduardo Linares, Ruderer, Gran Oficial für die Silbermedaillen bei den Weltmeisterschaften des Küstenruderns 2015 und 2016 in der Einzelkategorie Männer[7]